# Sehestedt
Sehestedt (duń. Sehested) – miejscowość i gmina w Niemczech, w kraju związkowym Szlezwik-Holsztyn, w powiecie Rendsburg-Eckernförde, wchodzi w skład  urzędu Hüttener Berge.

## Współpraca
- Lohmen, Meklemburgia-Pomorze Przednie[1]